# Очкань, Владимир Иванович
Владимир Иванович Очкань (род. 13 января 1968, Полтава) — советский и украинский легкоатлет, специалист по прыжкам в длину. Выступал за сборные СССР и Украины по лёгкой атлетике в 1987—1996 годах, чемпион Европы среди юниоров, победитель и призёр первенств национального значения, участник ряда крупных международных турниров, в том числе чемпионата мира в Токио.

## Биография
Владимир Очкань родился 13 января 1968 года. Представлял Полтаву и Украинскую ССР.
Впервые заявил о себе на международном уровне в сезоне 1987 года, когда вошёл в состав советской сборной и выступил на юниорском европейском первенстве в Бирмингеме, где с лучшим результатом за всю историю этих соревнований (8,17) превзошёл всех соперников и завоевал золотую медаль.
В январе 1988 года на соревнованиях в Вильнюсе установил свой личный рекорд в прыжках в длину в закрытых помещениях (8,32), тогда как в июне в Риге показал свой лучший результат на открытом стадионе (8,34).
В 1991 году стал серебряным призёром на зимнем чемпионате СССР в Волгограде (7,98), отметился выступлением на чемпионате мира в помещении в Севилье, где в финале провалил все три свои попытки. На летнем чемпионате страны, прошедшем в рамках X летней Спартакиады народов СССР в Киеве, так же получил серебро — с результатом 8,03 уступил только москвичу Дмитрию Багрянову. На чемпионате мира в Токио в финале показал результат 7,99 метра, расположившись в итоговом протоколе соревнований на восьмой строке.
После распада Советского Союза Очкань ещё в течение некоторого времени оставался действующим спортсменом и продолжал стартовать на различных легкоатлетических турнирах, хотя сколько-нибудь значимых результатов на международной арене больше не показывал. В 1996 году выиграл зимний чемпионат Украины в прыжках в длину и на этом завершил спортивную карьеру.